# Bani Walid
Bani Walid (in arabo بني وليد‎?), Banī Walīd, italianizzata Beni Ulid) è una città della Libia, compreso nel distretto di Misurata. Si trova nell'interno della Tripolitania a circa 150 km a sud-est di Tripoli e circa 125 a sud-ovest di Misurata. Costituisce il centro di maggior insediamento della tribù dei Warfalla.
In città è presente un museo contenente molti reperti provenienti dai vicini siti archeologici.
Bani Walid è inoltre sede aeroportuale (IATA: QBL).

## Storia
Secondo un'ipotesi non confermata da fonti storico-letterarie, la città deve il suo nome al clan dei Banu Walid, branca della tribù dei Banu Hilal, giunta nella zona nell'XI secolo, in obbedienza alle direttive ricevute dai Fatimidi di punire con devastazioni e violenze gli Ziridi, già vassalli dell'Imamato, colpevoli di essersi proclamati indipendenti.
Prima del 2007 è stato capoluogo dell'omonimo distretto (dal 2001) e della baladiyya di Sawfajjin (dal 1983).
Durante la Prima guerra civile in Libia nel 2011, Bani Walid è stata una delle ultime roccaforti fedeli a Gheddafi.

### Traffico di migranti
Presso Bani Walid ha sede di un centro di detenzione, con capienza di qualche centinaio di persone, per migranti provenienti da Somalia, Eritrea e altri paesi africani, dove i carcerieri dal 2015 al 2023 hanno praticato la tortura per estorcere denaro ai familiari detenuti: dal centro telefonavano ai familiari mentre le torture erano in atto oppure inviavano video, e chiedevano il pagamento tramite money transfer.